# Huddersfield Narrow Canal
Het Huddersfield Narrow Canal is een 35 km lang kanaal in het noorden van Engeland dat Huddersfield verbindt met Ashton-under-Lyne.

## Geschiedenis en bouw
Een eerste voorstel om het kanaal te bouwen werd gedaan in 1793 tijdens een vergadering in Huddersfield. Het plan van ingenieur Benjamin Outram voorzag in een verbinding tussen het Huddersfield Broad Canal en het Ashton Canal, waarbij men de loop van de Colne zou volgen om bij Standedge via een tunnel op het scheidingspand, de vallei van de Tame te bereiken. Omdat de watervoorziening van het kanaal de behoefte aan water van de vele bedrijven langs de route dreigde te doorkruisen, voorzag Outram in de bouw van verschillende waterreservoirs.
De bouw startte in 1794 met het precies uitzetten van de te volgen route op het terrein. Hiervoor werden om de 50 meter staken geplaatst waarvan de top het beoogde waterniveau weergaf. Op basis hiervan zou men de nodige uitgravingen en dijken bouwen. Voor de bouw van de tunnel te Standegde werd de route in rechte lijn uitgezet op de te doorboren heuvel, en werd berekend hoe diep het kanaal op elke plek diende te liggen. Verschillende bouwputten werden gegraven tot op de vereiste diepte en van hieruit werd naar weerszijden het eigenlijke kanaal gegraven.
Naast deze bouwputten werden ook schachten gegraven die toelieten om de uitgegraven grond te verwijderen. Dit gebeurde middels een takelsysteem waarbij voor elke emmer grond een emmer water als tegengewicht gebruikt werd. Stoomgedreven machines werden uitgeprobeerd doch bleken inefficiënt en te duur in gebruik. Om de bouwputten van voldoende lucht te voorzien werd boven in de schachten water verstoven dat voldoende verse lucht meedroeg in zijn val naar beneden.
Outram hield zich, gezien zijn vele andere projecten, slechts bezig met het superviseren van de bouw. De dagelijkse leiding lag bij de aannemers die aangeworven werden door het bestuur van de kanaalmaatschappij. Door geldgebrek te wijten aan het onderschatten van de kosten, maar ook door het niet nakomen van financiële verplichtingen door de aandeelhouders, en langdurige ziekte van Outram schoot het werk slechts langzaam op.
In 1799 zorgden overstromingen voor schade aan dijken van het kanaal en van reservoirs. De overstroming bij de tunnel verwoestte Marsden, en vernielde twee aquaducten. In 1804 was het werk aan beide einden van de tunnel goed opgeschoten, maar het centrale deel moest nog aangepakt worden. Bovendien rezen er ook problemen, te wijten aan besparingen en de slechte uitvoering, bij de reeds afgewerkte kanaalpanden. Daarom werd in 1805 bij wet op zoek gegaan naar nieuwe fondsen, en aan ingenieur Thomas Telford werd gevraagd een planning uit te werken voor de verdere afbouw. Ondanks een ernstige afwijking bij de bouw van de tunnel, te wijten aan een opmetingsfout bij de planning, werd de tunnel in 1809 eindelijk geopend. Het kanaal zelf zou, na een nieuwe dijkbreuk op het Diggle Moss reservoir in 1810 waarbij Marsden nogmaals overstroomde, in 1811 geopend worden voor de navigatie.
Het kanaal werd voor de scheepvaart gesloten in 1944 en grote delen ervan werden snel onbruikbaar. Recent werd het kanaal onder andere als deel van het Millennium Project volledig gerestaureerd en in 2001 weer voor het verkeer, dat beperkt blijft tot de pleziervaart, geopend.

## Standedge Tunnel
De Standedge Canal Tunnel bij Marsden is met een lengte van 5209 meter de langste kanaaltunnel in het Verenigd Koninkrijk. Hij is voor het grootste deel voorzien van een baksteenafwerking langs de wanden, maar is op sommige plaatsen uitgegraven in de naakte rots.
De tunnel is niet voorzien van een jaagpad en de boten werden destijds door de tunnel voortgeduwd door zogenaamde "leggers", die op hun rug gelegen op de boten deze met hun benen afduwden tegen de tunnelwand. Vandaag worden de pleziervaartuigen in konvooi door de tunnel getrokken door een elektrisch aangedreven sleepboot.

## Trivia
Het kanaal loopt op een gegeven ogenblik onder de voet van een hoogspanningsmast door. Deze werd gebouwd toen het kanaal buiten gebruik was, en bij de heropening werd het traject van het kanaal aangepast om onder de pyloon door te lopen.

## Fotogalerij

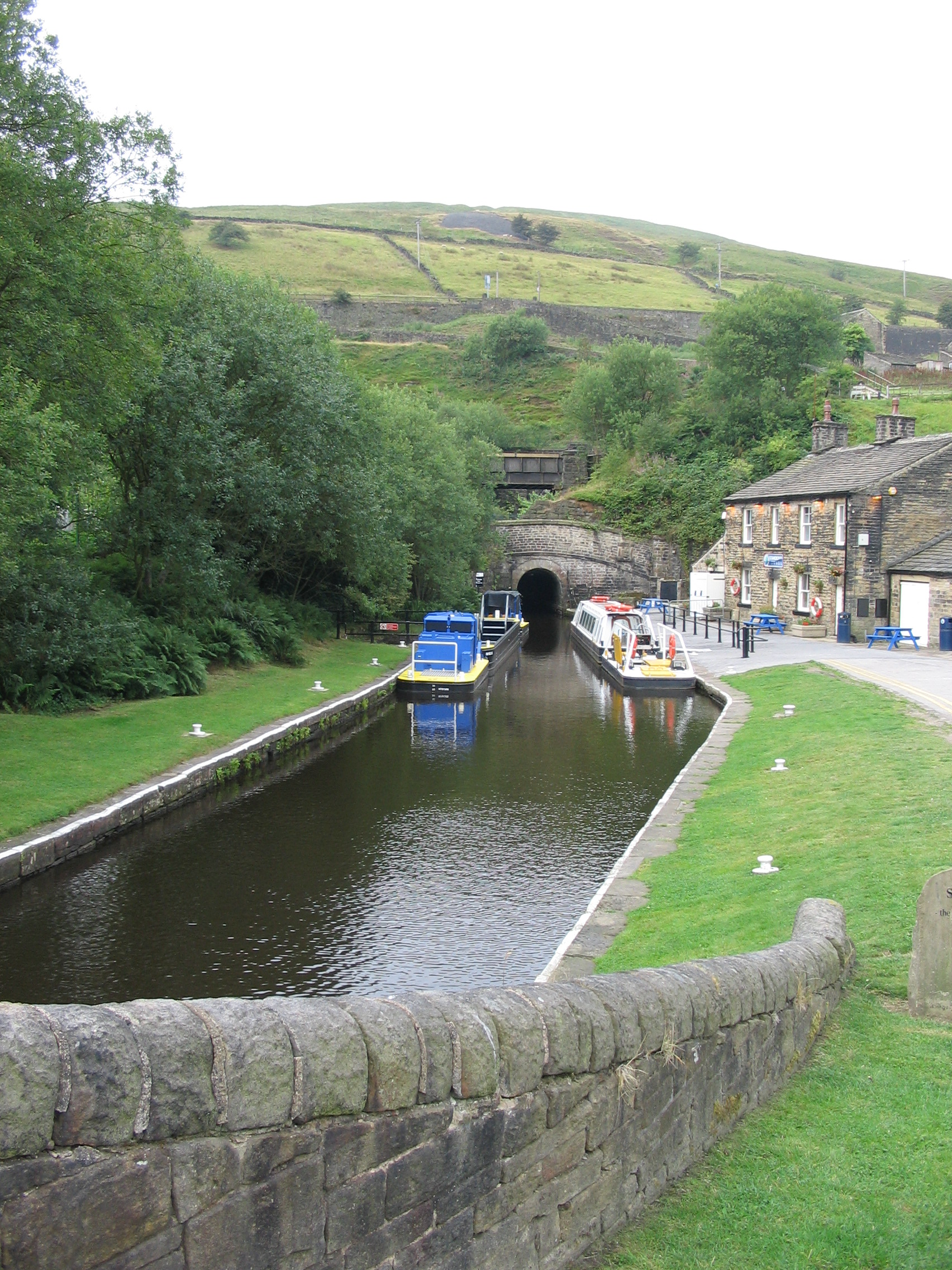
Tunnelingang te Marsden
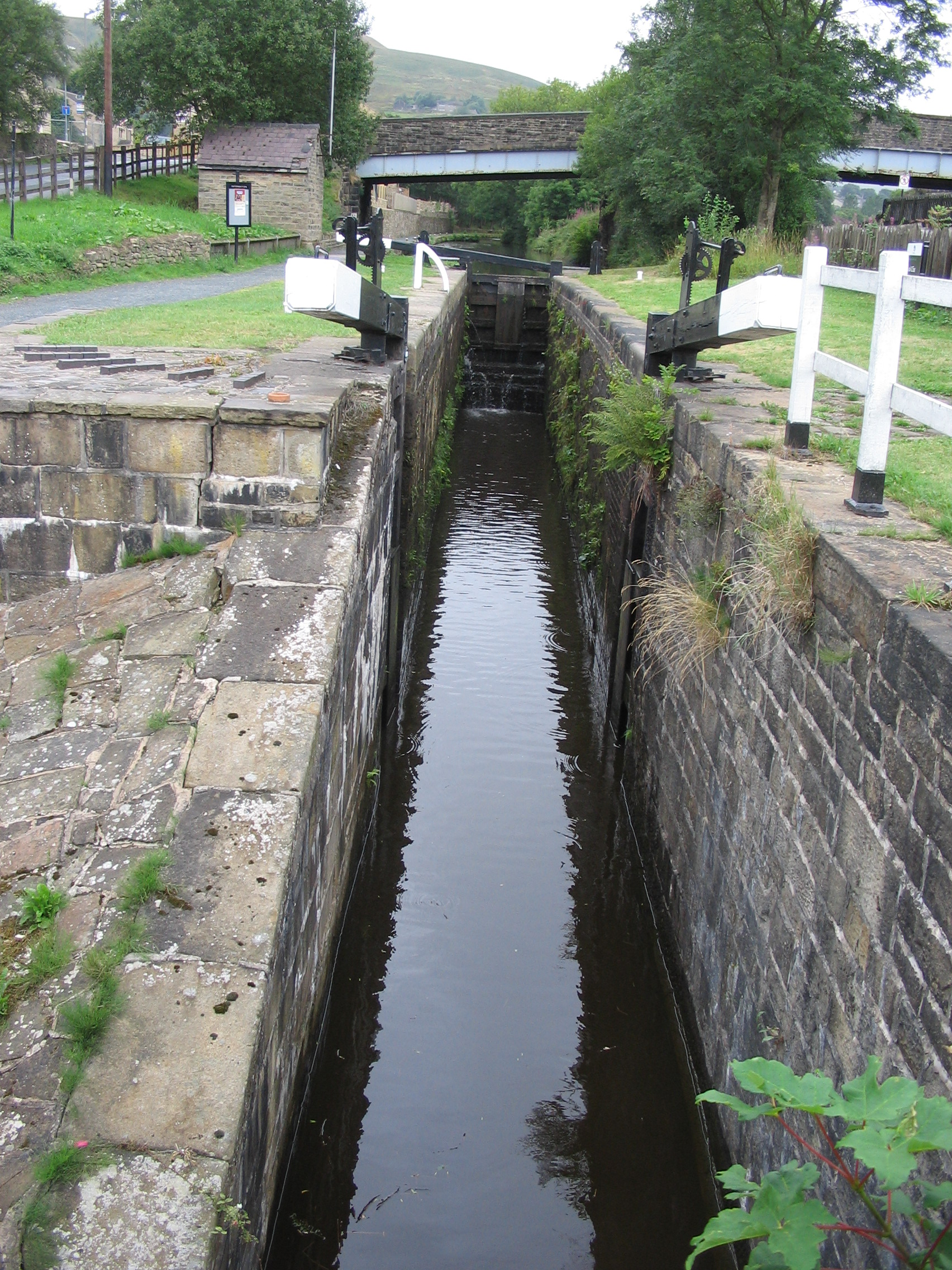
Sluis te Marsden
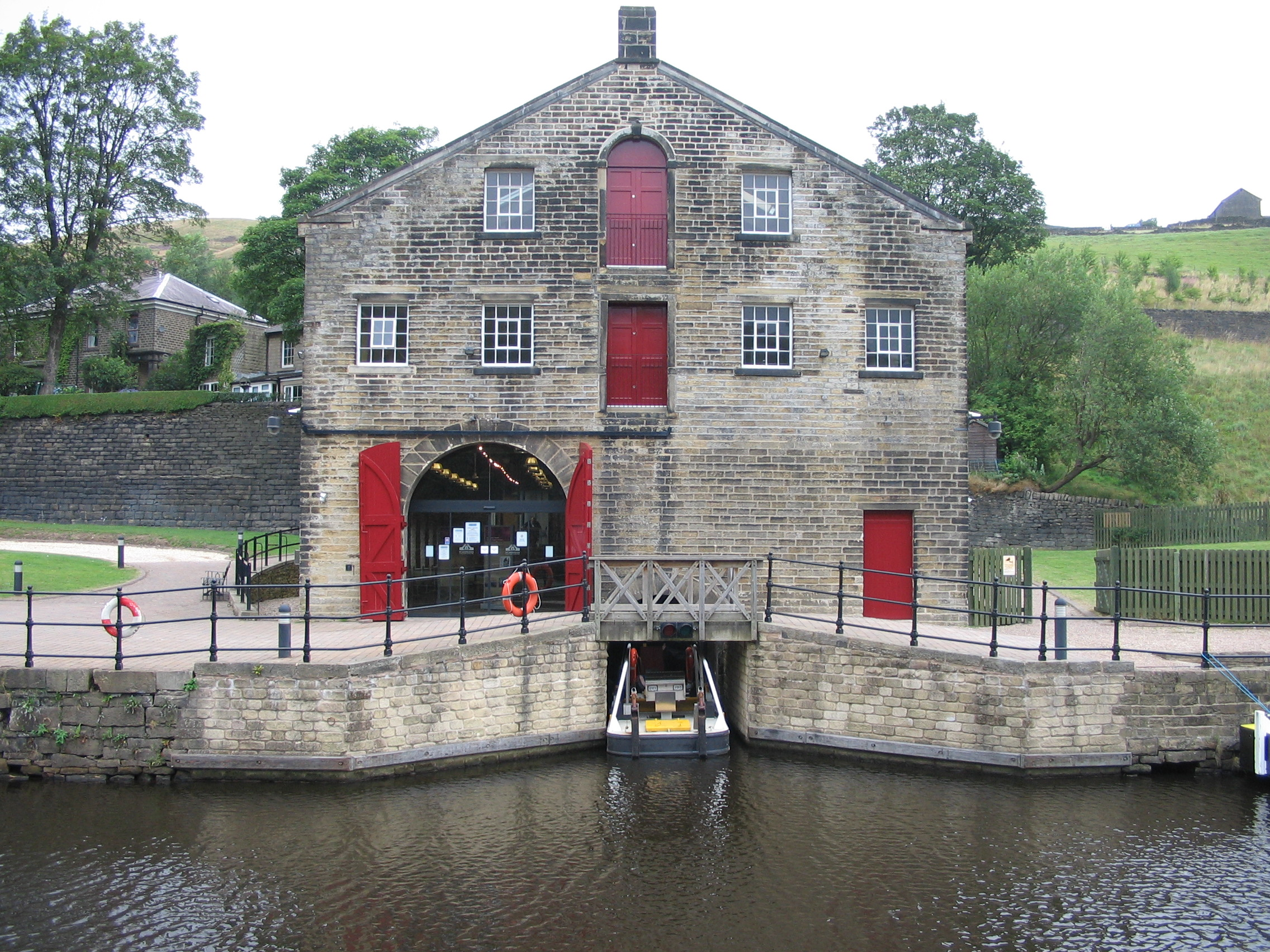
Bezoekerscentrum bij de Standedge tunnel te Marsden